# Jurij Kuschniruk
Jurij Kuschniruk (ukrainisch Юрій Кушнірук; * 6. Dezember 1994) ist ein ukrainischer Leichtathlet, der sich auf den Speerwurf spezialisiert hat.

## Sportliche Laufbahn
Erste internationale Erfahrungen sammelte Jurij Kuschniruk bei den 2010 erstmals ausgetragenen Olympischen Jugendspielen in Singapur, bei denen er mit einer Weite von 70,94 m den zweiten Platz im B-Finale belegte. Im Jahr darauf belegte er bei den Jugendweltmeisterschaften nahe Lille mit 77,10 m den vierten Platz und siegte daraufhin mit 83,42 m mit dem leichteren 700-g-Speer beim Europäischen Olympischen Jugendfestival (EYOF) in Trabzon. 2012 gelangte er bei den Juniorenweltmeisterschaften in Barcelona mit 69,19 m auf den neunten Platz und im Jahr darauf schied er bei den Junioreneuropameisterschaften in Rieti mit 69,38 m in der Qualifikationsrunde aus. 2018 startete er bei den Europameisterschaften in Berlin und verpasste dort mit 73,79 m den Finaleinzug und 2022 belegte er bei den Balkan-Meisterschaften in Craiova mit 65,57 m den siebten Platz.
In den Jahren 2013 und 2018 wurde Kuschniruk ukrainischer Meister im Speerwurf.